# Keegan Smith
Keegan Smith (13 de mayo de 1999 en Auckland) es un futbolista neozelandés que juega como arquero en el Tasman United, club participante de la ISPS Handa Premiership.

## Carrera
En 2016 arribó al Wellington Phoenix Reserves. Durante la temporada 2016-17 solo llegó a disputar un encuentro en la Premiership neozelandesa: una derrota 4-1 ante el Canterbury United, donde fue expulsado por doble amonestación. Durante el torneo fue más que nada suplente de Oliver Sail y Lewis Italiano, limitándose a disputar por lo general la Liga Juvenil de Nueva Zelanda.
En 2017 el entrenador recientemente contratado Darije Kalezić prefirió a Smith por sobre Italiano y Sail, los dos arqueros contratados con el primer equipo, para atajar en la A-League. Luego de haber comenzado los primeros cinco partidos de la temporada 2017-18, Smith firmó un contrato profesional por tres años.

### Clubes
| Club                        | País          | Año             |
| --------------------------- | ------------- | --------------- |
| Wellington Phoenix Reserves | Nueva Zelanda | 2016 - 2017     |
| Wellington Phoenix          | Nueva Zelanda | 2017 - 2018     |
| Tasman United               | Nueva Zelanda | 2018 - Presente |